# Tri Bleiz Die
Tri Bleiz Die és un grup punk-rock de Naoned, a Bretanya. Significa, en català, "Els tres llops de Déu". El nom Tri Bleiz Die també és un dit a la regió bretona del Nord de Finisterre que significa "Déu meu!".
En els seus temes, interpretats únicament en bretó, combinen els instruments típics del rock (guitarra elèctrica, baix i bateria) amb instruments tradicionals, com la bombarda, la flauta o el violí. Les lletres tracten sobre la independència de Bretanya, temes socials, així com l'adaptació de cançons i refranys populars, com en la cançó "C'hwec'h merc'h gwerc'h" del disc Dalc'homp Mat!
En la seva carrera musical han enregistrat tres discos, encara que van començar en 1999 amb una maqueta de cinc títols: Disuj (en català, "Insubmís"); en el 2000 van gravar el seu primer disc: "Dalc'homp mat!" ("Resistim molt!"), en el 2002 "Arabat Dekoniñ Memestra" ("Malgrat tot no cal estar de conya"); i en el 2005 el que seria el seu últim disc: "Milendall" ("Laberint").
El grup es va separar a l'octubre del 2006 i feu un concert de comiat el 21 del mateix amb altres artistes convidats com Les Baragouineurs i altres convidats com Gweltaz del grup bretó EV.
No obstant això, el 27 d'octubre del 2007 es van reunir ocasionalment en un concert a Kastellin i en 2015 a Nantes.
Tri Bleiz Die acaba la seva carrera amb més de 200 concerts a França, Bèlgica i fins i tot Espanya, i prop de 300.000 discos venuts.

## Discografia
- Disuj, 1999
- Dalc'homp mat ! , 2001.
- Arabat dekoniñ memestra, 2003 :
- Milendall (albom), 2005